# Pitfalls
Albums de Leprous
Malina
(2017) Aphelion
(2021)
Singles
1. Below
Sortie : 30 août 2019
2. Alleviate
Sortie : 20 septembre 2019
3. Distant Bells
Sortie : 11 octobre 2019

Pitfalls est le sixième album studio du groupe norvégien Leprous, sorti le 25 octobre 2019 sous le label InsideOut Music.

## Liste des titres
| 1.    | Below             | 5:52  |
| 2.    | I Lose Hope       | 4:44  |
| 3.    | Observe The Train | 5:07  |
| 4.    | By My Throne      | 5:44  |
| 5.    | Alleviate         | 3:42  |
| 6.    | At The Bottom     | 7:21  |
| 7.    | Distant Bells     | 7:22  |
| 8.    | Foreigner         | 3:51  |
| 9.    | The Sky Is Red    | 11:21 |
| 55:04 |                   |       |